# Alain Niderst
Alain Niderst (* 16. Juli 1938 in Angers; † 9. Dezember 2014 in Paris) war ein französischer Romanist und Literaturwissenschaftler.

## Leben
Alain René Niderst bestand 1959 die Agrégation im Fach Lettres. Er lehrte von 1966 bis 1997 an der Universität Rouen. 1970 habilitierte er sich an der Sorbonne mit der Thèse Fontenelle à la recherche de lui-même 1657-1702 (erschienen 1972).
1977 gewann er den Preis Narcisse Michaut der Académie française.

## Veröffentlichungen

### Wissenschaft
- (Hrsg.) L'âme matérielle. Ouvrage anonyme. Nizet, Paris 1969; Champion, Paris 2003. (kritische Ausgabe)
- (Hrsg.) Saint-Évremond: Textes choisis. Éditions sociales, Paris 1970.
- (Hrsg.) Pierre Bayle: Œuvres diverses. Éditions sociales, Paris 1971.
- Fontenelle à la recherche de lui-même. 1657-1702. A. G. Nizet, Paris 1972.
- «La Princesse de Clèves». Le roman paradoxal. Larousse, Paris 1973, Nizet, Paris 1977.
- Les Tragédies de Racine. Diversité et unité. A.-G. Nizet, Paris 1975, 1995.
- Madeleine de Scudéry, Paul Pellisson et leur monde. Presses universitaires de France, Paris 1976.
- Racine et la tragédie classique. PUF, Paris 1978, 1986, 1995. (Que sais-je? 1753)
- (Hrsg.) Madeleine de Scudéry: Célinte. Nouvelle première. A.-G. Nizet, Paris 1979. (kritische Ausgabe)
- (Hrsg.) Alexandre Goulley de Boisrobert: Miscellanea. Meslanges de litterature et d'histoire. A.-G. Nizet, Paris 1984.
- (Hrsg.) Pierre Corneille: Théâtre complet. 6 Bde. Publications de l'Université de Rouen, Mont-Saint-Aignan 1984–1986.
- (Hrsg.) Pierre Corneille. Actes du colloque, tenu à Rouen du 2 au 6 octobre 1984. PUF, Paris 1985.
- (Hrsg.) Œuvres complètes de Fontenelle. 9 Bde. Plon, Paris 1989–2001.
- Fontenelle. Plon, Paris 1991.
- (Hrsg.) La pastorale française de Rémi Belleau à Victor Hugo. Papers on French seventeenth century literature, Tübingen 1991.
- (Hrsg.) Les trois Scudéry. Actes du Colloque du Havre, 1-5 octobre 1991.  Klincksieck, Paris 1993.
- (Hrsg.) L'animalité. Hommes et animaux dans la littérature française. G. Narr, Tübingen 1994.
- Jean Giraudoux ou L'impossible éternité. Nizet, Paris 1994.
- (Hrsg.) L'exil. Klincksieck, Paris 1996.
- (Hrsg.) Traité de la liberté. Des miracles. Des oracles. La fausseté des miracles des deux testamens. Universitas, Paris 1997.
- (Hrsg.) Le diable. A.-G. Nizet, Saint-Genouph 1997.
- (Hrsg.) Autour de la marquise de Maintenon. Actes des Journées de Niort, 23-25 mai 1994. Albineana-Cahiers d'Aubigné, Niort 1999.
- Essai d'histoire littéraire. Guilleragues, Subligny et Challe. Des "Lettres portugaises" aux "Illustres françaises". Nizet, Saint-Genouph 1999.
- (Hrsg.) Thomas Corneille: Le festin de pierre. H. Champion, Paris 2000. (kritische Ausgabe)
- (Hrsg.) Examen critique des apologistes de la religion chrétienne attribuable à Jean Lévesque de Burigny. H. Champion, Paris 2001. (kritische Ausgabe)
- Le travail de Racine. Essai sur la composition des tragédies de Racine. Eurédit, Saint-Pierre-du-Mont 2001.
- La formation des "Fleurs du mal". Eurédit, Paris 2002, 2007.
- (Hrsg.) Des écrivains devant la peinture. Narr, Tübingen 2004.
- Molière. Perrin, Paris 2004.
- (Hrsg.) La poésie à l'âge baroque 1598–1660. R. Laffont, Paris 2005.
- Pierre Corneille. Fayard, Paris 2006.
- De Rabelais à Sartre. Mélanges. 4 Bde. Eurédit, Paris 2008. (Sammelschrift)
- Jules Romains, les illusions perdues. A. Baudry et Cie, Paris 2008.
- (Hrsg.) Hommage à Fontenelle. 350e anniversaire. Journée Fontenelle, [Paris], Institut national d'histoire de l'Art, 24 novembre 2007. Eurédit, Paris 2009.
- Charlotte-Madeleine de Mimeure. Une muse des Lumières: Fontenelle, Voltaire, Piron. A. Baudry & Cie, Paris 2010.
- (Hrsg.) Madame de Lafayette: Romans et nouvelles. Classiques Garnier, Paris 2010.
- Sagesse d'Eschyle. A. Baudry et Cie, Paris 2011.
- Leibniz, le chaos et l'harmonie. A. Baudry, Paris 2012.
- Les bons sentiments de Henry Bordeaux. A. Baudry et Cie, Paris 2014.

### Dichtung
- Le soleil et la mort. P. Seghers, Paris 1957.
- La mort de Rachel. Poèmes de jeunesse. A. Baudry, Paris 2009.